# Мортимер, Кэтрин
Кэтрин Мортимер (англ. Katherine Mortimer; между 1315 и 1321 — после 4 августа 1369) — английская аристократка, дочь Роджера Мортимера, 1-го графа Марча, и Жанны де Женевиль, 2-й баронессы Женевиль в своём праве (suo jure). Принадлежала по рождению к одному из самых влиятельных родов Валлийской марки. Вскоре после 1318 года отец обручил Кэтрин со своим подопечным Томасом де Бошаном, 11-м графом Уориком. После Войны Диспенсеров, когда Мортимер и многие члены его семьи оказались в заточении, Кэтрин осталась на свободе, так как была ещё ребёнком. 
В 1326 году Роджер Мортимер сверг короля Эдуарда II и стал фактическим правителем Англии. После этого Кэтрин смогла выйти замуж за Бошана. В 1329 году в Херефорде сыграли двойную свадьбу — Кэтрин с Уориком и её сестры Джоан с Джеймсом Одли; при этом существует вероятность того, что хронист спутал Кэтрин и Джоан с их сёстрами Беатрисой и Агнессой, которые вышли замуж в Херефорде годом ранее.
В браке Томаса и Кэтрин родились:
- Ги II (умер 28 апреля 1360)[5];
- Томас (до 16 марта 1339 — 8 апреля 1401), 12-й граф Уорик с 1369 года[5];
- Рейнбёрн;
- Уильям (умер 8 мая 1411), 1-й барон Абергавенни с 1392 года[6];
- Мод, жена Роджера де Клиффорда, 5-го барона де Клиффорда;
- Филиппа, жена Хью де Стаффорда, 2-го графа Стаффорда с 1372 года[5];
- Элис (умерла 26 октября 1383), жена Джона де Бошана (20 января 1329/1330 — 08 октября 1361), 3-го барона Бошана из Сомерсета, и сэра Мэтью Гурнея[7];
- Джоан, жена Ральфа Бассета, 3-го барона Бассета из Дрейтона[8];
- Изабель (умерла 29 сентября 1416), жена Джона ле Стрейнджа, 5-го барона Стрейнджа из Блэкмера, и Уильяма де Уффорда, 2-го графа Саффолка[5];
- Маргарет, жена Ги де Монфора;
- Агнес, жена NN Коуксея и NN Бардольфа;
- Джон;
- Роджер;
- Хиром;
- Джон;
- Юлиана;
- Кэтрин, монахиня в Шулдхеме[9];
- (?) Элизабет, жена Томаса де Уффорда, сына Роберта де Уффорда, 1-го графа Саффолка.